# The Covers Record
The Covers Record è il quinto album della cantautrice statunitense Chan Marshall, meglio nota con lo pseudonimo di Cat Power.

## Realizzazione
Pubblicato il 21 marzo del 2000 dall'etichetta Matador Records, il disco venne registrato interamente dalla sola Marshall (con l'unica aggiunta della chitarra di Matt Sweeney nel brano Salty Dog) in diverse sessioni tenutesi in tre differenti studi di New York: al Kampo Studios e al Rare Book Room Studios, nell'estate del 1998 e al  Night Owl Studios, nell'autunno del 1999.
Con la sola eccezione del brano In This Hole, scritta dalla stessa Marshall ed originariamente contenuta nell'album What Would the Community Think del 1996, il disco è composto interamente da cover di brani originariamente interpretati da Rolling Stones, Velvet Underground, Moby Grape, Bob Dylan, Smog ed altri ancora.

## Tracce
1. (I Can't Get No) Satisfaction (Mick Jagger/Keith Richards) – 3:05
2. Kingsport Town (tradizionale) – 4:54
3. Troubled Waters (Arthur Johnston/Sam Coslow) – 3:29
4. Naked If I Want To (Jerry Miller) – 2:47
5. Sweedeedee (Michael Hurley) – 3:53
6. In This Hole (Chan Marshall) – 4:26
7. I Found a Reason (Lou Reed) – 2:00
8. Wild Is the Wind (Dimitri Tiomkin/Ned Washington) – 4:10
9. Red Apples (Bill Callahan) – 4:24
10. Paths of Victory (Bob Dylan) – 3:24
11. Salty Dog (tradizionale) – 2:07
12. Sea of Love (Phil Phillips/George Khoury) – 2:19

## Musicisti
- Cat Power - voce, chitarra, piano
- Matt Sweeney - chitarra